# はらゆうこが語るひととき
『はらゆうこが語るひととき』（はらゆうこがかたるひととき）は、原由子の1作目のオリジナル・アルバム。1981年4月21日にレコードで発売。発売元はInvitation。
1991年5月21日と1998年2月25日にCDとして再発している。2016年12月12日からは主要配信サイトにてダウンロード配信、2019年12月20日からはストリーミング配信が開始されている。

## 背景・制作
サザンオールスターズのキーボーディストである原由子のソロ活動で初となるオリジナル・アルバムであり、自身のソロデビューシングル「I Love Youはひとりごと」と同時に発売された。サザンオールスターズのメンバーでソロ活動を行うのは原が最初である。
サポートメンバーは、HARABOSEが担当し、桑田や原の大学の後輩である斎藤誠やサザンオールスターズのメンバーからはボーカル担当の桑田佳祐とドラムス担当松田弘がHARABOSEに参加している。

## リリース・アートワーク
本作のクレジットでは、編曲家の八木正生の名前が一部八木正夫と誤ってクレジットされている。
本作のジャケットのイラストはサザンオールスターズのベース担当の関口和之が手がけている。

## 収録曲
- 収録時間：40:43[6]

1. My Baby Shines On Me (4:42)
（作詞・作曲:桑田佳祐 / 編曲:HARABOSE 管編曲:新田一郎）
2. おしゃれな女 (Sight of my court) (3:47)
（作詞・作曲:斉藤誠 / 編曲:HARABOSE 管弦編曲:八木正生）
3. I Love Youはひとりごと (4:05)
（作詞・作曲:桑田佳祐 / 編曲:HARABOSE / 管弦編曲:八木正生）
ソロデビューシングル。
4. しっかり John-G (3:39)
（作詞・作曲:原由子 / 編曲:HARABOSE）
デビューシングル「I Love Youはひとりごと」のカップリング曲。
5. うさぎの唄 (3:44)
（作詞:関口和之 / 作曲:宇崎竜童 / 編曲:HARABOSE）
2枚目のシングルとしてシングルカットされた。
6. がんばれアミューズ (3:49)
（作詞:桑田佳祐 / 作曲:桑田佳祐 & 八木正生 / 編曲:八木正生）
所属事務所のアミューズについて歌った曲で随所で、社長であった大里洋吉など当時の所属社員の名前が使われている。
7. いにしえのトランペッター (4:14)
（作詞:桑田佳祐 / 作曲:桑田佳祐 & 八木正生 / 編曲:八木正生）
8. Loving You (3:54)
（作詞:原由子 / 作曲・編曲:HARABOSE）
2枚目のシングル「うさぎの唄」のカップリングとしても収録された。
タイトルに関しては、後に発売される原のベストアルバム『Loving You』としても用いられている。
9. 幸わせなルースター (4:44)
（作詞・作曲:原由子 / 編曲:HARABOSE / 管編曲:新田一郎）
10. Last Single X'mas (4:00)
（作詞:桑田佳祐 / 作曲:桑田佳祐 & 八木正生 / 編曲:八木正生）
映画『1980アイコ十六歳』挿入歌[注釈 1]（インストバージョンが使用されている）。

## 参加ミュージシャン
- HARABOSE
  - 斉藤誠：Guitars・Chorus
  - 大川真：Guitars
  - 桑田佳祐：Guitars・Chorus
  - 原由子：keyboard
  - 山村哲也：Bass
  - 宮田繁男：Drums
  - 松田弘：Drums
  - 菅原友紀：Percussions
  - 大山信子さん：Chorus
  - 江島クン：Chorus
  - ヒヨコ&Friends：Chorus

- Swingin' HARABOSE
  - 中牟礼貞則：Guitars
  - 八木正生：keyboard
  - 稲葉国光：Bass
  - 野村元：Drums

- 玉野グループ：Strings
- Jakeグループ：Horns
- Horn Spectrum：Horns